# Fragglarna
Fragglarna (engelska: Fraggle Rock) är en TV-serie med dockor för barn, skapade av Jim Henson som även gjort Mupparna och Sesam. Huvudpersonerna är en grupp små håriga varelser som kallas fragglar.

## Bakgrund
Med Fragglarna ville Jim Henson skapa en färgglad och rolig värld men också en värld där dess invånare lever i ett komplext symbiotiskt förhållande med olika sorters invånare. Fragglarna är en allegori till den "vanliga" världen där ju olika individer på olika vis är beroende av varandra. Genom denna allegori kunde manusförfattarna underhålla tittarna samtidigt som man lärde ut viktiga frågor om fördomar, andlighet, personlig identitet, miljöfrågor och sociala konflikter. Vanligtvis förenklades inte svåra frågor utan istället visade man på konsekvenserna och de svårigheter som olika handlingar för med sig. Även om fragglarna lär sig saker, så sker lärandet så att säga i förbifarten. I grunden handlade Jim Hensons 40-åriga karriär om att lära ut vikten av vänskap, att stå för sina åsikter och lära sig även tycka om dem som är annorlunda, och Henson tyckte själv att han lyckades bäst med att förmedla detta i Fragglarna.
Det går även att se på invånarna i och runt fraggelberget ur ett tydligt klassperspektiv, med doozarna som strävsam arbetarklass, fragglarna som den lättsinniga medelklassen och gorgerna som självgod överklass.

## Fragglarnas värld
Fragglarna är små, vagt människoliknande varelser med svans. De bor i ett stort grottsystem, "Fraggelberget", fyllt av märkliga varelser och saker. I centrum för handlingen står sex fragglar: Gobo, Moki, Vembi, Bober, Vips och farbror Mac. De är nära vänner, var och en med en utpräglad personlighet. Gobo är en ledartyp, praktisk och med sunt förnuft som tycker om att utforska världen. Moki är tyst och kontemplativ med en konstnärlig ådra. Vips är sprudlande positiv och fysiskt stark. Vembi är lite nervös och obeslutsam, dock utan att vara feg. Bober är ofta bekymrad och räddhågsen och föredrar ofta att tvätta strumpor. Gobos farbror Mac, eller Resande Mac, har "gett sig ut i yttre rymden", det vill säga ut i människornas värld, för att utforska denna, och han skickar regelbundet vykort till Gobo där han berättar om människornas beteende, som han ofta lätt missuppfattat. På originalspråk heter karaktären "Uncle Traveling Matt", en ordlek med ordet "traveling matte", på svenska grönskärm, en filmteknik som används genomgående i produktionen.
Porten till människornas värld är ett hål i väggen hemma hos en märklig uppfinnare, Doc. Denne känner inte till fragglarna, men hans hund Sprocket, kallad "en livsfarlig best" är väl medveten om dem och försöker fånga dem när han får tillfälle. Gobo måste nämligen dit för att hämta vykorten från Mac, som adresseras till Doc. Det finns ytterligare en port från fraggelberget, denna leder till Gorgernas trädgård. Gorger är håriga varelser av ungefär dubbel mänsklig storlek. Nämnda trädgård ägs av tre gorger, två föräldrar som kallar sig själva kejsare och kejsarinna av universum, och deras son Junior, som de kallar Prinsen av universum. Gorgerna ser fragglarna som skadedjur eftersom dessa lever av de rädisor som gorgerna odlar. I trädgården finns också Den Allvetande Skräphögen Matilda som fragglarna frågar om råd, samt två råttliknande varelser som lever av skräpet på skräphögen.
I Fraggelberget bor ytterligare en grupp varelser, doozarna, pyttesmå gröna varelser klädda i arbetskläder och skyddshjälmar. De bygger hela tiden vidare på ett märkligt system av byggnadsställningar. Doozarna tillverkar sina ställningar av ett godisliknande material som de extraherar ur rädisor från gorgernas odlingar och som är oemotståndligt för fragglarna. Byggnadsställningarna äts därför upp av fragglarna i samma takt som de byggs och arbetet verkar därför aldrig bli klart.
I ett av seriens avsnitt övertalar Moki de övriga fragglarna att sluta äta doozarnas konstruktioner, men det visar sig då vara nödvändigt för doozarnas verksamhet att byggnadsställningarna äts upp – annars kan de ju inte få plats att bygga ny.

## TV-serier
Det första avsnittet sändes den 10 januari 1983 i det amerikanska TV-bolaget HBO. Serien gick i sammanlagt 96 avsnitt fram till och med den 30 mars 1987. Den var en samproduktion mellan brittiska Television South (TVS), Canadian Broadcasting Corporation och Henson Associates.
Förutom den amerikanska originalversionen, gjordes det lokaliserade varianter för den brittiska, tyska och franska sändningen, med lokala skådespelare som Doc, och vykortsegment från Resande Mac. De flesta länder sände dock bara en inköpt, dubbad version.
Fragglarna hade Sverigepremiär i Sveriges Television den 22 september 1984 och sändes fram till 1985. SVT sände repriser 1986 och 1987, samt 2001 och 2008.
Fragglarna har också gjorts som tecknad TV-serie 1987, Fraggle Rock: the animated series, den såldes bara till några få länder och lades ned efter bara en säsong.
Den 21 januari 2022 hade den nya serien Fragglarna: tillbaka till Fraggelberget premiär på Apple TV+. Serien har 14 avsnitt och har skapats av Alex Cuthbertson och Matt Fusfeld.

### Svenska röster (originalserien)
- Bo Maniette - Gobo
- Ulf Källvik - Vembi (Wembley i originalversionen)
- Monica Forsberg - Moki (Mokey)
- Ulf Peder Johansson - Bober (Boober)
- Christel Körner - Vips (Red)
- Ingemar Carlehed - Doc, Farbror Resande Mac (Travelling Matt)
- Stefan Ljungqvist - Skräphögen Matilda (Marjorie, The Trash Heap)
- Alf Nilsson - Gorg Junior